# バリー・ハーン
バリー・モーリス・ウィリアム・ハーン (Barry Maurice William Hearn 、男性、1948年6月19日- ) は、イギリスのスポーツイベントプロモーター。ダゲナム出身。プロフェッショナル・ダーツ・コーポレイション会長。エセックスのブレントウッドに拠点を置く、マッチルーム・スポーツの創立者であり元会長。2010年7月までは世界プロフェッショナルビリヤード・スヌーカー連盟の会長、2014年7月まではサッカークラブチームのレイトン・オリエントFCの会長でもあった。

## 来歴
1982年にスヌーカーの選手をマネージメントする会社としてマッチルーム・スポーツを創立。マッチルーム・スポーツは、その後、ボクシング、ダーツ、ビリヤード、ボウリング、ゴルフ、卓球、釣り、ポーカー、体操等の数多くのスポーツイベントのプロモートを手掛ける会社に拡大した。
2021年4月20日、マッチルーム・スポーツの会長を辞任して、アドバイザーに就任した。